# Eudianodes tanzaniensis
Eudianodes tanzaniensis är en skalbaggsart som beskrevs av Reé Michel Quentin och Jean François Villiers 1977. Eudianodes tanzaniensis ingår i släktet Eudianodes och familjen långhorningar. Inga underarter finns listade i Catalogue of Life.